# Hipótesis jázara

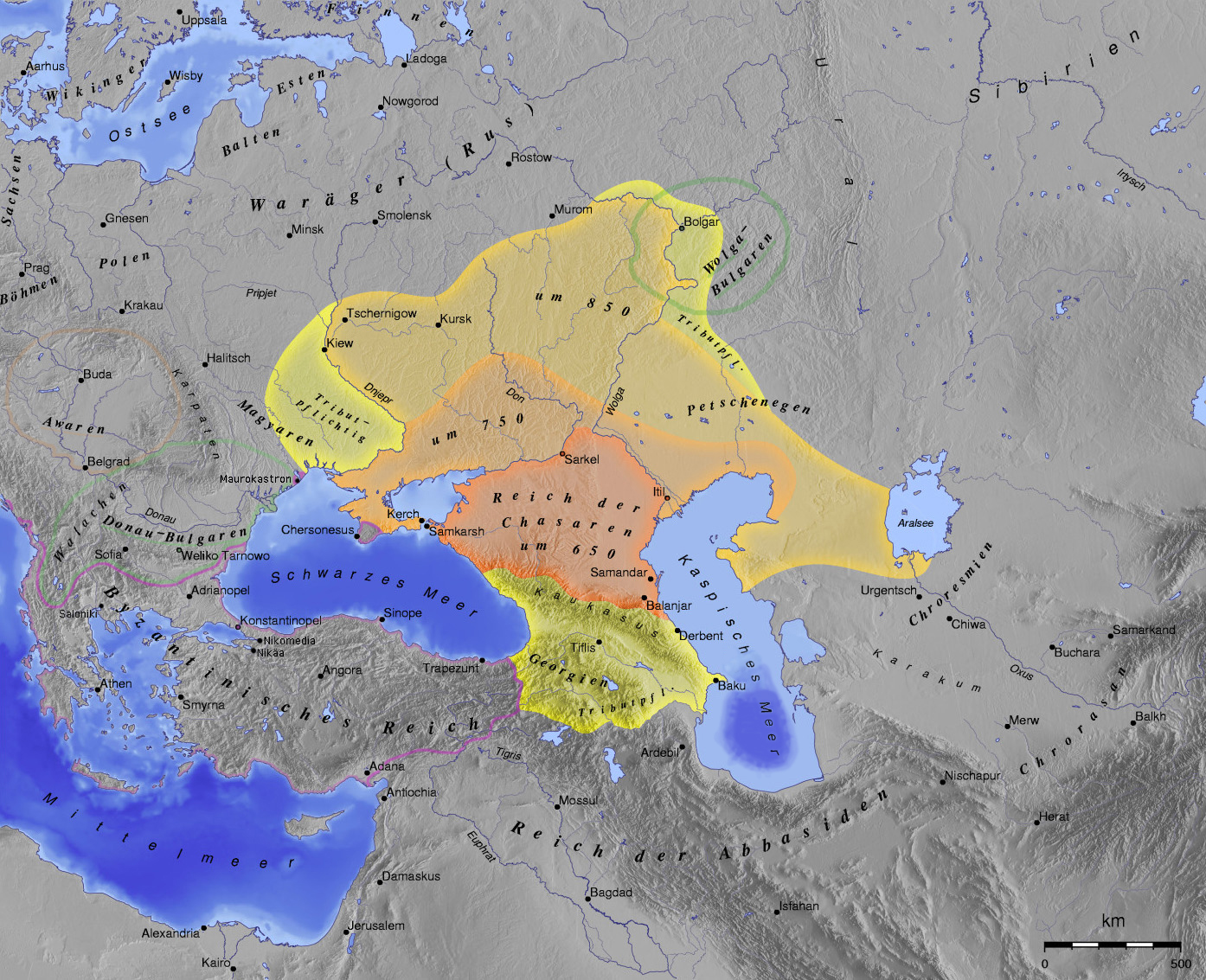
Kanato jázaro

La hipótesis jázara es una teoría obsoleta sobre el origen de los judíos asquenazíes de Europa cuyo consenso actual es que es falsa. Se creía que los judíos asquenazíes descendían principalmente, o en gran medida, de los jázaros, un conglomerado multiétnico de pueblos mayoritariamente caucásicos que formaban un kanato seminómada en el norte y el centro del Cáucaso y en la estepa póntico-caspia y sus alrededores. 
Se creía que, tras el colapso del Imperio jázaro, los jázaros huyeron a Europa oriental, donde constituyeron una gran parte de los judíos. La hipótesis se basa en algunas fuentes medievales, como la correspondencia jázara, según las que un pequeño número de jázaros se convirtieron al judaísmo rabínico entre los siglos VIII y IX.
La magnitud de las conversiones al judaísmo dentro del kanato jázaro sigue siendo incierta, pero las pruebas que relacionan a los judíos asquenazíes con los jázaros son escasas y están sujetas a interpretaciones contradictorias.
Los estudios genéticos sobre los judíos no han encontrado pruebas sustanciales de un origen jázaro entre los judíos asquenazíes. Doron Behar y otros genetistas concluyen que es improbable que exista tal vínculo, ya que es difícil comprobar la hipótesis jázara con la genética al no haber claros descendientes actuales de los jázaros cuyo ADN sea una muestra de contribución genética a la ascendencia judía asquenazí. No se encontraron marcadores genéticos entre los judíos asquenazíes que los vinculen a los pueblos de la zona del Cáucaso. En cambio, este y otros estudios han encontrado pruebas de que los asquenazíes tienen orígenes mixtos en Oriente Medio, el sur de Europa y alrededor del Mediterráneo.
Aunque la mayoría de los genetistas contemporáneos que hablan de la teoría la descartan, todavía hay ocasionalmente defensores de su plausibilidad. A finales del siglo XIX, Ernest Renan y otros expertos especularon con que los judíos asquenazíes de Europa procedieran de refugiados turcos emigrados desde el colapsado Kanato de Jazaria hacia el oeste de Europa, y que cambiaron su lengua nativa jázara por el yiddish, pero siguieron practicando su religión judía. 
Aunque desde entonces varios expertos la han mencionado de forma intermitente, la hipótesis jázara llamó la atención de un público mucho más amplio con la publicación de La decimotercera tribu, de Arthur Koestler, en 1976; y, recientemente, el genetista Eran Elhaik la ha revivido con su estudio de 2012, que la reivindicaba.
Los antisionistas la han usado para negar que los judíos tengan vínculos con el antiguo Israel, así como distintos grupos marginales de racistas estadounidenses, nacionalistas rusos y el movimiento de identidad cristiana, que la han usado en sus teorías antisemitas. 

## Historia

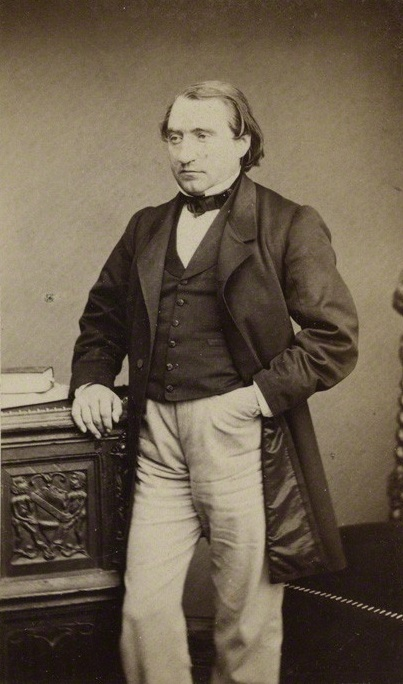
Ernest Renan, 1860.

Se cree que el rabino ucraniano Isaac Baer Levinsohn fue el primero en postularla.
En 1808, Gustav von Ewers la propuso de nuevo cuando se debatía si el pueblo ruso procedía de los conquistadores varegos o de los eslavos nativos. Más tarde, el historiador ruso Nikolái Karamzín y el orientalista alemán Karl Friedrich Neumann también la reivindicaron. 
En 1869, el orientalista ruso Abraham Harkavy propondría un vínculo entre los judíos de Europa Oriental y los jázaros, mientras el jajam caraíta Abraham Firkovich argumentaba que su rama del caraísmo descendía de los turcos. Sin embargo, sería el francés Ernest Renan al que se conocería como padre de la hipótesis jázara al postularla en una conferencia parisina el 27 de enero de 1883:

La conversión del reino de los jázaros influyó considerablemente en el origen de los judíos de los países entre el Danubio y el sur de Rusia. Tales regiones tienen grandes poblaciones judías con, probablemente, poco o nada que sea antropológicamente judío en ellas.

Curiosamente, la tesis de Renan fue acogida inicialmente por algunos judíos como Isidore Loeb, el jajam caraíta turco Seraja Szapszal, y otros como una forma de combatir el antisemitismo, argumentando que los judíos eran, por tanto, europeos y no podían verse como una “raza extranjera”, sino como simples europeos de una religión diferente a la cristiana o musulmana. Cabe recordar que, antes del surgimiento del antisemitismo racial que llegó a su apogeo en la Alemania nazi, la mayor parte del antisemitismo se basaba en preceptos religiosos. 
Con el surgimiento del nacionalismo europeo del siglo XIX, que llevó a la constitución de distintas naciones-estado (a menudo basadas en criterios lingüísticos o culturales), como la Unificación de Alemania y la Unificación de Italia, así como el desmembramiento del Imperio austro-húngaro en distintas nacionalidades, nació también el sionismo con la búsqueda de un estado-nación judío. Los primeros sionistas no eran religiosos (de hecho, los judíos religiosos rechazaban el sionismo al considerarlo blasfemo, idea que todavía permanece dentro de una minoría de judíos ultraortodoxos) y el mismo Theodor Herzl, padre del sionismo, era ateo. El sionismo originalmente buscaba la creación de una identidad nacional judía secular no muy diferente a los movimientos nacionalistas de serbios, húngaros, checos, etc. 
En 1884, Samuel Kohn, rabino húngaro, presentó por primera vez el razonamiento de que muchos de los antepasados de los judíos asquenazíes de Hungría fuesen jázaros; y que, por lo tanto, estaban relacionados con gente que llegó a Hungría a la vez que los magiares no judíos. Asimismo, afirmó que los judíos asquenazíes eran parcialmente de origen magiar, esperando que así se promulgaran sentimientos fraternales entre los judíos y cristianos húngaros. Su hipótesis solo fue aceptada por unos pocos judíos de Hungría.
En 1909, Hugo von Kutschera propuso en un libro que los jázaros representaban la base demográfica de los judíos asquenazíes, mientras que el etiólogo judío Maurice Fishberg introdujo la hipótesis en EE. UU. en 1911 con su libro The Jews: A Study of Race and Environment. En 1919 la retomaría Yitzhak Schipper, judío polaco y sionista, y la mencionarían figuras intelectuales como Sigmund Freud y el escritor H.G. Wells, que declaró en 1921 que “la mayor parte de la judería nunca estuvo en Judea”. El historiador ucraniano-israelí Abraham N. Polak, que luego sería profesor en la Universidad de Tel Aviv, apoyó la hipótesis jázara en 1943.
En la Alemania nazi los escritos del teórico racista Hans F. K. Günther negaban que los judíos asquenazíes fueran exclusivamente jázaros, asegurando que eran una mezcla de distintas razas que incluía a europeos, negros y semitas, siendo los jázaros solo una más. Sin embargo, el reclamo caraíta de ser descendientes de conversos jázaros sí salvó a los caraítas del exterminio nazi, pues las autoridades alemanas aceptaron (o, cuando menos, suspendieron el exterminio mientras se investigaba más) la idea de que fueran racialmente europeos y solo judíos de religión.
En el período de posguerra, siguió defendiendo la hipótesis gente como el prestigioso historiador judío Salo Wittmayer Baron en su libro Social and Religious History of the Jews de 1957,destacando la importancia de los jázaros en la formación de la identidad judía en Europa oriental. También la defendieron eruditos judíos como Léon Poliakov, Ben-Zion Dinur y, por supuesto, el más conocido Arthur Koestler, que en 1976 publicó La decimotercera tribu. Koestler revitalizaría la hipótesis que, hasta entonces, había caído casi en el olvido y había sido mayormente descartada en círculo académicos por falta de evidencia. Koestler, que era judío, también consideraba que la hipótesis mitigaría el antisemitismo.

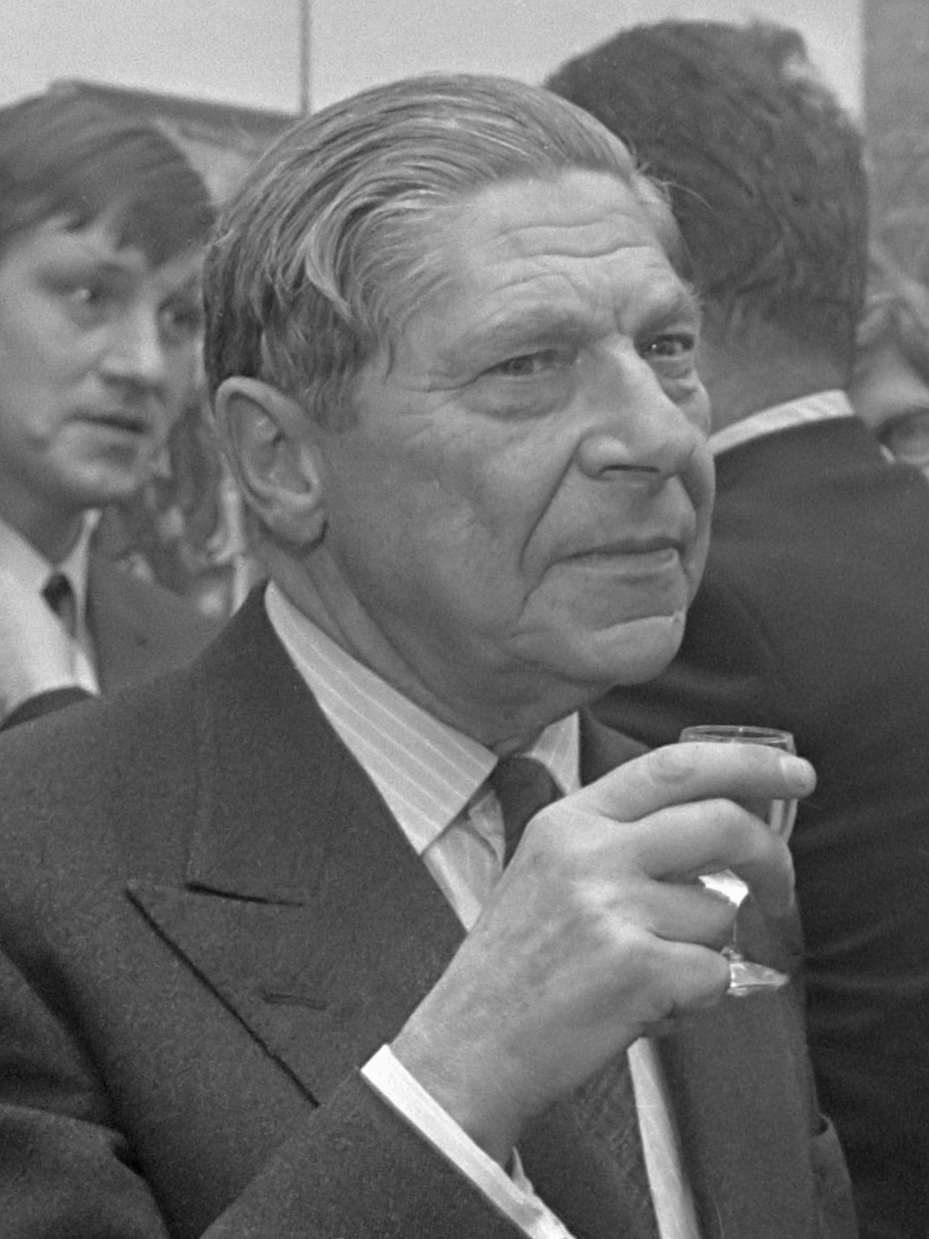
Arthur Koestler, 1969.

Entre las figuras que han defendido la hipótesis están el historiador Shlomo Sand, el lingüista Paul Wexler y el genetista israelí Eran Elhaik, a la vez que otros la rechazaban. Por ejemplo, el historiador judío Shaul Stampfer consideraba que la "conversión en masa" de los jázaros es un mito y nunca sucedió, y que solo la élite gobernante se convirtió al judaísmo. Elhaik aseguraba haber encontrado evidencia genética que confirmaba la hipótesis en su estudio de 2012, afirmando que solo un 3 % de los genes descubiertos en poblaciones asquenazíes pueden ligarse al Medio Oriente, siendo los asquenazíes mayormente europeos. Distintos especialistas rechazaron su estudio criticando su metodología y sus hallazgos.
En 2022, el historiador y genetista Kevin Brook explicó que alrededor del 50 % de los genes asquenazíes pueden ligarse al Medio Oriente, pero, a la vez, también presentó pruebas de que una pequeña proporción de los haplogrupos asquenazíes se encuentran en poblaciones del Cáucaso norte y en pueblos túrquicos porque probablemente los heredasen de los jázaros y los alanos que vivieron en Jazaria y Alania. 
Entre tales haplogrupos están el N9a3a1b1, derivado de una variedad de ADNmt que se encuentra en los baskires y los daur; el A-a1b3a, haplogrupo mitocondrial de Asia Central presente en algunos turcomanos de Uzbekistán y en el antiguo Kazajistán; y G2a-FGC1093, haplogrupo cromosómico Y presente en osetios de Osetia del Norte, cumucos y en un hombre de la Cultura de Koban enterrado en Kabardia-Balkaria durante el siglo V a. C. Tal análisis no respalda las afirmaciones de Elhaik de que hubiese un gran impacto jázaro en el acervo genético de los asquenazíes. En contradicción con Elhaik, Brook no considera a los jázaros relacionados con los armenios.
Otro estudio genético distinto, realizado en 2022 y dirigido por David Reich y Shai Carmi, confirmó que el haplogrupo N9a3a1b1, como descendiente de N9a3a1b, provenía de Asia central u oriental y que ya estaba presente entre los judíos de Érfurt (Alemania) en el siglo XIV.

### En el antisionismo
Durante la discusión sobre la partición de Palestina, mencionaron la hipótesis políticos británicos como John Hope Simpson y Edward Spears, árabes como Faris al-Joury, Jamal al-Huseiny y Albert Hourani y el estadounidense Benjamin Freedman para oponerse a la fundación de Israel. Algunos círculos antisionistas aún la usan para ello, aunque ha caído en desuso en el mundo árabe.

### En el antisemitismo
La hipótesis jázara tuvo buena recepción entre antisemitas como Ezra Pound; Hiram Wesley Evans, líder del Ku Klux Klan; Burton J. Hendrick; Lothrop Stoddard, supremacista blanco; David Duke; y Douglas Reed, y se convirtió también en una piedra angular de la teología de la Identidad Cristiana.
El macartista John Beaty publicaría en 1953 The Iron Curtain over America, alegando que los judíos jázaros eran responsables de todas las guerras que Estados Unidos había padecido. Los autores antisemitas de la URSS como Boris Rybakov, Mijaíl Artamónov y Lev Gumiliov también recurrieron al jazarismo. La secta destructiva japonesa Aum Shinrikyo alega con la hipótesis que el pueblo japonés desciende de las tribus perdidas de Israel.